# Hospital Universitario Nacional de Islandia
El Hospital Universitario Nacional de Islandia (en islandés: Landspítali) es un centro de salud que ofrece diversos servicios clínicos ambulatorios, salas de hospitalización, laboratorios clínicos y otras divisiones. Las divisiones de apoyo del hospital proporcionan una gama de servicios relacionados con la enseñanza y la formación del personal clínico, los recursos humanos, las finanzas y la economía, la tecnología de la información y las operaciones. Páll Matthíasson es el CEO. Todos los estudiantes de medicina y enfermería de Islandia completan sus rotaciones clínicas en Landspitali.